# Orest Lebedenko
Orest Lebedenko (Lviv, 23 de septiembre de 1998) es un futbolista ucraniano. Juega de defensa y su equipo es el Vitória S. C. de la Primeira Liga.

## Trayectoria
Formado en las categorías inferiores del FK Karpaty Lviv, tras llegar en 2017 a la primera plantilla del club ucraniano, jugó 26 partidos como profesional y se convirtió en internacional en categoría sub-21 de la selección de su país.
El 22 de enero de 2019 fue traspasado al C. D. Lugo de España, por cuatro años y medio, hasta junio de 2023. Llegó al club para sustituir a su compatriota Vasyl Kravets, traspasado al C. D. Leganés en el mismo mercado de invierno.
En enero de 2020 se confirmó su cesión al FC Olimpik Donetsk de su país hasta el 30 de junio de 2021. Pasado ese tiempo regresó a Lugo, donde permaneció hasta su traspaso al R. C. Deportivo de La Coruña el 21 de enero de 2023. En el mes de julio acordó rescindir su contrato para marcharse a Portugal y jugar en el F. C. Vizela. En su segundo año en el equipo fue incluido en el equipo ideal de la temporada de la Segunda División de Portugal y en junio de 2025 ficho por el Vitória S. C.

## Clubes
| Club                           | País     | Año           |
| ------------------------------ | -------- | ------------- |
| F. K. Karpaty Lviv             | Ucrania  | 2017-2019     |
| C. D. Lugo                     | España   | 2019-2023     |
| F. C. Olimpik Donetsk (cedido) | Ucrania  | 2020-2021     |
| R. C. Deportivo de La Coruña   | España   | 2023          |
| F. C. Vizela                   | Portugal | 2023-2025     |
| Vitória S. C.                  | Portugal | 2025-presente |